# Студентська збірна України з футзалу
Студентська збірна України з футзалу - це збірна, яка представляє Україну на  міжнародних змаганнях з футзалу з 1994 року. 

## Перемоги
Команда тричі ставала чемпіоном світу серед студентів та здобувала багато інших нагород в різні роки:
- 1998, 2004, 2012 - золотий призер;
- 2008 срібний призер;
- 1996, 2002, 2006 бронзовий призер.

## Перші офіційні змагання
Студентська збірна України з футзалу вперше взяла участь в міжнародних офіційних змаганнях в 1994 році, на чемпіонаті світу серед студентських команд на Кіпрі. У груповому етапі українці здобули перемоги над збірними Алжиру, Кіпру та Бразилії. У чверть фіналі Україна поступається збірній Бельгії з пенальті. У матчах за 5-8 місце українські студенти здобувають перемогу над португальцями і бразильцями. За підсумками турніру збірна України забиває найбільшу кількість м'ячів — 40. Серед гравців на думку фахівців і преси виділялися воротаря Олександр Кондратенко та польових  гравців Тараса Вонярху, Андрія Середу, Андрія Яскравого, Віталія Чернишова, братів Усаковських.

## Статистика перемог
- 1994 — 5 місце
- 1996 — 3 місце
- 1998 — 1 місце
- 2000 — ?
- 2002 — 3 місце
- 2004 — 1 місце
- 2006 — 3 місце
- 2008 — 2 місце
- 2010 — 4 місце
- 2012 — 1 місце
- 2014 — 9 місце
- 2016 — не брали участі
- 2018 — 3 місце